# مصطفى أشكناني
مصطفى أشكناني (23 يوليو 1983 -)، ممثل كويتي. شارك في التمثيل في العديد من الأعمال على مستوى الكوميدي.

## أعماله

### من المسلسلات والبرامج
- ريموت كنترول - برنامج.
- فضفضة - برنامج.
- عقاب.
- التنديل.
- جامعه أي شي.
- العقيد شمة.

### من المسرحيات
- يبيله ديجيتال.
- عشنا وشفنا.

## وصلات خارجية
- مصطفى أشكناني على موقع قاعدة بيانات الأفلام العربية